# Kernkraftwerk Prevlaka
Das Kernkraftwerk Prevlaka sollte im jugoslawischen Prevlaka am Fluss Save (heute Kroatien) entstehen. Die Pläne wurden nach der Nuklearkatastrophe von Tschernobyl und Streitigkeiten im Land eingestellt.

## Geschichte
Die Energieverbände von Slowenien und Kroatien schlossen sich 1981 zusammen und begannen mit Planungen über den Bau eines Kernkraftwerks mit 1000 bis 1200 MW in Prevlaka. Die Anlage gehörte zu einem Projekt, das die Planungen für fünf Kernkraftwerke beinhaltete. Geplant war, dass der Bau 1985 beginnen sollte, das Kernkraftwerk sollte 1992 fertiggestellt werden. Am 22. Juni 1984 wurde die Ausschreibung für den Bau des Kernkraftwerkes begonnen. Es sollte nach dem Kernkraftwerk Krško das zweite Kernkraftwerk in Jugoslawien werden.
Man plante den Bau eines 1000 MW-Reaktors vom gleichen Typ wie im Kernkraftwerk Krško. Im Jahr 1986 hatte Jugoslawien begonnen, im Ausland Partner für Kredite zu suchen, die die vier neuen Kernkraftwerke finanzieren sollten. Jedoch machten ökologische und politische Faktoren dieses Programm in den späten 1980er-Jahren unattraktiv. Ein weiterer Faktor war die dadurch erhöhte Auslandsverschuldung.
Einige Politiker fürchteten, dass es durch den Bau neuer Kernkraftwerke zu einem Streit zwischen Ost und West kommen könnte. Die Anlage in Krško und die geplante Anlage in Prevlaka wurden von westlichen Partnern finanziert, während drei weitere Anlagen in Serbien, Mazedonien und Montenegro von der Sowjetunion finanziert wurden.
Nachdem es im Jahr 1986 zum Unfall im Kernkraftwerk Tschernobyl gekommen war, hatte die kroatische Regierung den Bau des Kernkraftwerks aus dem Regionalplan 1986 bis 1990 gestrichen. Ein weiterer Grund ist, dass es zu regionalen Streitigkeiten kam. Deshalb wurde der Bau in die 1990er Jahre verschoben. Es wurde später besprochen, ob ein Stausystem am Fluss Drina und Braunkohle aus den heimischen Reserven den Atomstrom ersetzen könnten.

## Daten des Reaktorblocks
Das Kernkraftwerk Prevlaka sollte einen Reaktor bekommen:
| Name     | Leistung         | Geplanter Baubeginn | Geplante Fertigstellung | Projekteinstellung |
| -------- | ---------------- | ------------------- | ----------------------- | ------------------ |
| Prevlaka | 1000 bis 1200 MW | ehem. 1985 gepl.    | ehem. 1992 gepl.        | 1986               |